# Tatiana Sorokko
Tatiana Sorokko (en ruso: Татьяна Сорокко en; Arzamas-16 (hoy Sarov), 26 de diciembre de 1971) es una supermodelo rusa-estadounidense, y la mayor coleccionista de la alta costura. Su ciudad natal fue pionera en Rusia del negocio de la moda. Después de todo, se ordenó la entrada de la línea de Olympus para el modelo soviético.

## Biografía
Tatiana Sorokko nació en una familia de científicos. Estudió en el Instituto de Física y Tecnología de Moscú en Rusia. Con 18 años se trasladó a París, donde comenzó a trabajar para la agencia Marilyn Agency.

## Carrera
Como imagen de marca ha trabajado para firmas como Versace, Ungaro, Donna Karan, Yves Saint Laurent y Givenchy, entre otras, y ha desfilado para firmas como Christian Dior, Gianfranco Ferre, Bill Blass, Valentino, Balmain, Chanel, Chloé, Christian Lacroix, Sonia Rykiel, Jean Paul Gaultier, Azzedine Alaia, Issey Miyake, Comme des Garcons, Vivienne Westwood, Alexander McQueen, Givenchy, Moschino, Prada, Roberto Cavalli, Salvatore Ferragamo, Marc Jacobs, Donna Karan y Calvin Klein.
Apareció en las portadas de Vogue, ELLE, Harper's Bazaar y Glamour.
En 1994 apareció en la película sobre moda Mockumentary  Prêt à Porter por el famoso estadounidense director de Robert Altman.
Sorokko ha aparecido en varios programas de entrevistas, como  House of Style, Martha Stewart Show y Style con Elsa Klensch.
En 2010 en el Museo Ruso de la Moda se abrió la exposición de vestidos  haute couture de Tatiana Sorokko incluyendo Mariano Fortuny, Jeanne Paquin, Jeanne Lanvin, Madame Grès, Pierre Balmain, Jean Patou, Balenciaga, Emanuel Ungaro, Azzedine Alaia, Jean Paul Gaultier, Gianfranco Ferré, Halston, James Galanos y Ralph Rucci.

## Vida personal
En 1992 ella se casó con el coleccionista y marchante de arte estadounidense Serge Sorokko en Beverly Hills, California. Viven hoy en San Francisco, EUA.